# 주간 영 선데이
《주간 영 선데이》(週刊ヤングサンデー 슈칸 얀구 산데[*])는 쇼가쿠칸에서 발행하는 청년 만화잡지이다.

## 개요

### 역사
1987년 4월 10일 창간했다. 창간 당시에는 월 2회 발행이었으며, 1995년 23호(11월 22일 발매)부터 주간으로 바뀌었다. 《소년 빅 코믹》을 리뉴얼하는 형식으로 창간되었다. 그 이전의 제호는 《만화군》(マンガくん 만가쿤[*])이었으며 1977년 창간했다. 이후 2008년 7월 21일호를 마지막으로 휴간하게 된다.

### 특징
같은 출판사 쇼가쿠칸에서 발행되는 《주간 소년 선데이》에서 (특히 1990년 이후) 활약하는 작가의 작품을 주류로 하여, 청년지로서는 약간 소년향의 연재작이 많다.
또한 기념호에 관해서는, 〈창간 ○○주년 기념호〉라 표기되는 경우는 《영 선데이》 창간 때부터 계산한 것이며, 《통권 ○○호 기념호》의 경우는 전신인 《만화군》 창간부터 센 것이다. 창간 기념호에는 영 선데이의 역사만 다루는 것에 반해, 통권 기념호는 《만화군》이나 《소년 빅 코믹》 시대의 역사를 다루는 경우도 있다(큰 기념의 경우에 한정).

## 같이 보기
- 월간 코로코로 코믹
- 주간 소년 선데이
- 월간 선데이 제넥스
- 빅 코믹 스피리츠
- 월간 IKKI